# Naan Kuro
Naan Kuro ist eine Salzlagune, die sich entlang der Hälfte der Küste des osttimoresischen Verwaltungsamts Barique (Gemeinde Manatuto) erstreckt. Im Westen beginnt die Lagune im Suco Uma Boco und erstreckt sich bis in die Mitte der Küste des Sucos Aubeon.
Das Feuchtgebiet erstreckt sich über 100 Hektar. Es gehört zur Important Bird Area Sungai Clere, die auch ein Wildschutzgebiet ist.